# Banasa
Pour l'insecte, voir Banasa (hémiptère).
Banasa est un site archéologique situé dans la plaine du Gharb au Maroc. 

## Toponymie
Son nom dériverait soit de la racine sémitique BNSZ ou soit de la tribu maurétanienne des Baniuri attestée dans la région durant l'époque romaine.

## Histoire
D'après des fouilles effectuées entre 2003 et 2008, le site est occupé depuis au moins le VIe siècle avant notre ère. 
La découverte de fours de potiers et d'une céramique de fabrication locale permet de conclure à un habitat autochtone tourné vers l'artisanat.
Au début du Ier siècle de l'ère chrétienne, l'empereur Auguste décida la fondation de la colonie Julia Valentia Banasa.

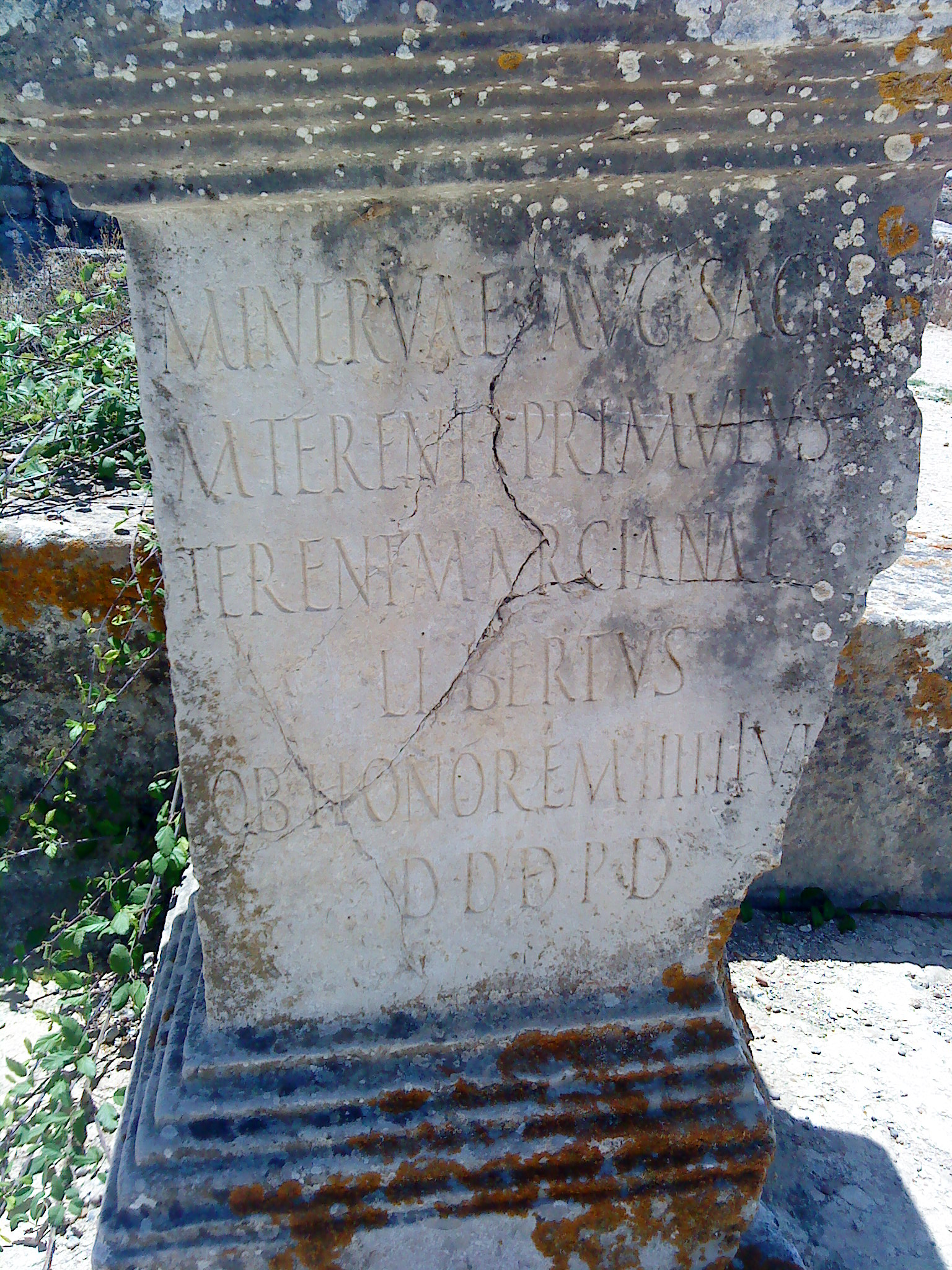
Stèle gravée sur le site.